# Comuna Bîstrîțea, Nadvirna
Bîstrîțea (în ucraineană Бистриця) este o comună în raionul Nadvirna, regiunea Ivano-Frankivsk, Ucraina, formată din satele Bîstrîțea (reședința) și Klîmpuși.

## Demografie
Componența lingvistică a comunei Bîstrîțea
     Ucraineană (99,43%)
     Alte limbi (0,57%)
Conform recensământului din 2001, majoritatea populației comunei Bîstrîțea era vorbitoare de ucraineană (99,43%), existând în minoritate și vorbitori de alte limbi.